# Groene bergsprinkhaan
De groene bergsprinkhaan (Miramella alpina) is een rechtvleugelig insect uit de familie veldsprinkhanen (Acrididae). De wetenschappelijke naam van deze soort is voor het eerst geldig gepubliceerd in 1833 door Kollar.
De mannetjes worden 16 tot 23 millimeter lang en de vrouwtjes worden 22 tot 30 millimeter lang. Beide geslachten zijn fel groen van kleur met een zwarte streep over de lengte. De imago is te vinden van juli tot september.